# 美国公共传媒
美国公共传媒广播网（英語：American Public Media）是美国第二大公共广播节目制作商和发行商，仅次于美国全国公共广播电台。美国公共传媒广播网的母公司为非营利组织美国公共传媒集团，并同时在明尼苏达州和加利福尼亚州拥有和运营电台；其旗下电台品牌包括明尼苏达州公共广播电台和南加州公共广播电台。美国公共传媒广播网总部位于明尼苏达州的圣保罗市。美国公共传媒广播网最为知名的是，它是热门周末节目《从这里开始》和全国财经新闻节目《交易场》的发行商。